# Haruto
Haruto (jap. はると, ハルト) – męskie imię japońskie.

## Możliwa pisownia
Haruto można zapisać używając wielu różnych znaków kanji i może znaczyć m.in.:
- 陽斗, „słońce, szybować”[1]
- 春斗, „wiosna, szybować”
- 春人, „wiosna, człowiek”
- 晴斗, „słoneczny, szybować”
- 晴人, „słoneczny, człowiek”
- 青大

## Znane osoby
- Haruto Umezawa (春人), japoński mangaka

## Fikcyjne postacie
- Haruto Asō (遥斗), bohater anime 1 litre of tears
- Haruto Hōjō (遥都), główny bohater mangi i anime Haunted Junction
- Haruto Kirishima (青大), główny bohater mangi i OVA Kimi no Iru Machi
- Haruto Sakaki (晴人), bohater anime Witch Hunter Robin
- Haruto Sakuraba (春人), bohater mangi i anime Eyeshield 21